# Збірна України з баскетболу
Збірна України з баскетболу — національна баскетбольна команда України, якою керує Федерація баскетболу України.
У 1992 році, національна збірна зіграла свій перший офіційний матч проти Англії 30 травня 1993 року.
Найвище досягнення в офіційних міжнародних змаганнях — 6 місце чемпіонату Європи 2013.
Учасниця чемпіонату світу 2014 в Іспанії.

## Матчі

### Останні матчі
| Дата              | Турнір                 | Місце проведення | Господарі  | Рахунок | Гості           | Найкращі у складі господарів                                    | Найкращі у складі гостей                                         |
| ----------------- | ---------------------- | ---------------- | ---------- | ------- | --------------- | --------------------------------------------------------------- | ---------------------------------------------------------------- |
| 2 вересня 2022    | Груповий раунд ЧЄ-2022 | Мілан            | Україна    | 90:61   | Велика Британія | о: Михайлюк (17) пд: Лень, Лукашов (6) рп: Лукашов, Близнюк (5) | о: Нельсон(16) пд: Оласені (9) рп: Вілан (3)                     |
| 3 вересня 2022    | Груповий раунд ЧЄ-2022 | Мілан            | Естонія    | 73:74   | Україна         | о: Котсар (17) пд: Котсар (9) рп: Крійса (8)                    | о: Михайлюк(18) пд: Близнюк (9) рп: Близнюк (5)                  |
| 9 вересня 2022    | Груповий раунд ЧЄ-2022 | Мілан            | Україна    | 84:73   | Італія          | о: Михайлюк (25) пд: Лень (11) рп: Близнюк (6)                  | о: Полонара(17) пд: Полонара (7) рп: Спіссу, Тонут (3)           |
| 6 вересня 2022    | Груповий раунд ЧЄ-2022 | Мілан            | Греція     | 99:79   | Україна         | о: Адетокунбо (41) пд: Адетокунбо(9) рп: Калатес (7)            | о: Михайлюк(16) пд: Лень (8) рп: Близнюк (4)                     |
| 8 вересня 2022    | Груповий раунд ЧЄ-2022 | Мілан            | Хорватія   | 90:85   | Україна         | о: Богданович(27) пд: Зубац(8) рп: Мавра (4)                    | о: Герун(21) пд: Близнюк (8) рп: Лень,Близнюк,Лукашов (4)        |
| 11 вересня 2022   | Плей-оф ЧЄ-2022        | Берлін           | Україна    | 86:94   | Італія          | о: Бобров (15) пд:Михайлюк, Лень (8) рп: Лукашов (6)            | о: Слотер(24) пд: Понітка (9) рп: Понітка (6)                    |
| 11 листопада 2022 | Відбір до ЧС-2023      | Алмере           | Нідерланди | 77:96   | Україна         | о: Ван Дер (19) пд: Крааг, (7) рп: Ван Дер(6)                   | о: Сидоров(25) пд: Герун, Бобров, Кравцов (6) рп: Лукашов(9)     |
| 14 листопада 2022 | Відбір до ЧС-2023      | Рига             | Україна    | 79:72   | Ісландія        | о: Липовий (16) пд:Герун, Ткаченко (10) рп: Лукашов (6)         | о: Глінасон(24) пд: Глінасон (13) рп: Трастарсон (8)             |
| 23 лютого 2023    | Відбір до ЧС-2023      | Ліворно          | Італія     | 85:75   | Україна         | о: Манньйон (28) пд: Северіні (7) рп: Спіссу(7)                 | о: Санон(15) пд: Герун (7) рп: Герун, Санон, Липовий, Бобров (3) |
| 26 лютого 2023    | Відбір до ЧС-2023      | Рига             | Україна    | 72:56   | Нідерланди      | о: Санон (17) пд:Конєв (7) рп: Санон (5)                        | о: Крааг(16) пд: Крааг (13) рп: Вурст (9)                        |

### Склад команди
Склад команди у відборі до Чемпіонату Європи - 2021:

## Міжнародні турніри
| Чемпіонати світу | Чемпіонати світу | Чемпіонати світу | Чемпіонати світу | Чемпіонати світу |
| Рік              | Місце            | І                | В                | П                |
| ---------------- | ---------------- | ---------------- | ---------------- | ---------------- |
| 2014             | 18 місце         | 5                | 2                | 3                |
| Загалом          | Загалом          | 5                | 2                | 3                |

| Чемпіонати Європи | Чемпіонати Європи       | Чемпіонати Європи       | Чемпіонати Європи       | Чемпіонати Європи       |                         | Кваліфікація            | Кваліфікація            | Кваліфікація |
| Рік               | Місце                   | І                       | В                       | П                       | І                       | В                       | П                       |              |
| ----------------- | ----------------------- | ----------------------- | ----------------------- | ----------------------- | ----------------------- | ----------------------- | ----------------------- | ------------ |
| 1993              | Не пройшла кваліфікацію | Не пройшла кваліфікацію | Не пройшла кваліфікацію | Не пройшла кваліфікацію | 8                       | 4                       | 4                       |              |
| 1995              | Не пройшла кваліфікацію | Не пройшла кваліфікацію | Не пройшла кваліфікацію | Не пройшла кваліфікацію | 11                      | 5                       | 6                       |              |
| 1997              | 13 місце                | 5                       | 3                       | 2                       | 10                      | 8                       | 2                       |              |
| 1999              | Не пройшла кваліфікацію | Не пройшла кваліфікацію | Не пройшла кваліфікацію | Не пройшла кваліфікацію | 10                      | 5                       | 5                       |              |
| 2001              | 14 місце                | 3                       | 1                       | 2                       | 10                      | 7                       | 3                       |              |
| 2003              | 14 місце                | 3                       | 0                       | 3                       | 10                      | 7                       | 3                       |              |
| 2005              | 16 місце                | 3                       | 0                       | 3                       | 6                       | 3                       | 3                       |              |
| 2007              | Не пройшла кваліфікацію | Не пройшла кваліфікацію | Не пройшла кваліфікацію | Не пройшла кваліфікацію | 12                      | 4                       | 8                       |              |
| 2009              | Не пройшла кваліфікацію | Не пройшла кваліфікацію | Не пройшла кваліфікацію | Не пройшла кваліфікацію | 12                      | 5                       | 7                       |              |
| 2011              | 17 місце                | 5                       | 2                       | 3                       | 8                       | 3                       | 5                       |              |
| 2013              | 6 місце                 | 11                      | 6                       | 5                       | 8                       | 6                       | 2                       |              |
| 2015              | 22 місце                | 5                       | 1                       | 4                       | Кваліфікувалась напряму | Кваліфікувалась напряму | Кваліфікувалась напряму |              |
| 2017              | 15 місце                | 6                       | 2                       | 4                       | 6                       | 4                       | 2                       |              |
| 2022              | 12 місце                | 6                       | 3                       | 3                       | 6                       | 4                       | 2                       |              |
| Загалом           | Загалом                 | 47                      | 18                      | 29                      | 117                     | 65                      | 52                      |              |

## Склади на чемпіонатах Європи
Чемпіонат Європи з баскетболу 1997:
Євген Мурзін, Олександр Лохманчук, Григорій Хижняк, Олександр Окунський, Леонід Яйло, Ігор Харченко, Ігор Молчанов, Віктор Савченко, Вадим Пудзирей, Дмитро Базелевський, Денис Журавльов, Роман Рубченко (Тренер: Заурбек Хромаєв)
Чемпіонат Європи з баскетболу 2001:
Олександр Окунський, Андрій Лебедєв, Сергій Ліщук, Микола Хряпа, Володимир Рижов, Станіслав Балашов, Дмитро Корабльов, Олександр Раєвський, B'ячеслав Євстратенко, Дмитро Марков, Вадим Пудзирей, Віктор Кобзистий (Тренер: Геннадій Защук)
Чемпіонат Європи з баскетболу 2003:
Олександр Окунський, Григорій Хижняк, Олександр Лохманчук, Артур Дроздов, Андрій Лебедєв, Станіслав Балашов, Микола Хряпа, Андрій Ботічев, B'ячеслав Євстратенко, Сергій Москаленко, Олександр Раєвський, Олександр Скутельник (Тренер: Геннадій Защук)
Чемпіонат Європи з баскетболу 2005:
Станіслав Медведенко, Сергій Ліщук, Андрій Лебедєв, Станіслав Балашов, Олексій Печеров, Володимир Гуртовий, Ігор Кривич, Володимир Коваль, Артем Буцький, Віктор Кобзистий, Олександр Раєвський, Ростислав Кривич (Тренер: Геннадій Защук)
Чемпіонат Європи з баскетболу 2007 (програла у відбірковому турнірі): 
Артем Швець (БК «Київ»), Ігор Локтіонов («Азовмаш» (Маріуполь)), Олексій Онуфрієв (МБК «Миколаїв»), Олександр Кольченко («Хімік» Южне), Артур Дроздов (БК «Київ»), Володимир Коваль (БК «Дніпро» (Дніпропетровськ)), Володимир Гуртовий («Черкаські мавпи»), Олексій Полторацький (БК «Одеса»), Сергій Ліщук («Азовмаш» (Маріуполь)), Євген Підірванний («Азовмаш» (Маріуполь)), В'ячеслав Кравцов (БК «Київ»), Артем Буцький («Черкаські мавпи»). Тренери — Віталій Лебединцев, Валентин Берестнєв.
Чемпіонат Європи з баскетболу 2009 (програла у відбірковому турнірі):
Денис Лукашов, Максим Вільховецький, Сергій Попов, Сергій Гладир, Олексій Онуфрієв, Дмитро Глєбов, Олександр Кольченко, Сергій Ліщук, Олег Салтовець, Олексій Печеров, Максим Пустозвонов, Андрій Агафонов, Кирило Фесенко (тренер Валентин Мельничук)

## Гравці з найбільшою кількістю матчів у складі збірної
Станом на 26.02.2025
1. Кравцов В'ячеслав Валерійович — 82 (2006 —2023)
2. Липовий Олександр Володимирович — 69 (2011 —н.ч.)
3. Лукашов Денис Іванович — 67 (2009 —н.ч.)
4. Звонов Максим В'ячеславович — 59 (2009 —2020)
5. Бобров В'ячеслав Володимирович - 58 (2012 — н.ч.)
6. Пустовий Артем Володимирович - 54 (2013 — н.ч.)
7. Ліщук Сергій Володимирович  — 50 (2001—2011)
8. Мішула Олександр Геннадійович — 50 (2013 — н.ч.)
9. Окунський Олександр Васильович — 47 (1993 — 2003)
10. Корнієнко Максим Петрович — 47 (2009 — 2018)

## Гравці з найбільшою кількістю очок у складі збірної
Станом на 26.02.2025
1. Кравцов В'ячеслав Валерійович — 606 (2006 —2023)
2. Ліщук Сергій Володимирович  — 596 (2001—2011)
3. Леонід Яйло — 558 (1994 — 2003)
4. Олександр Лохманчук — 545 (1994 — 2003)
5. Окунський Олександр Васильович — 483 (1993 — 2003)
6. Бобров В'ячеслав Володимирович — 461 (2012 — н.ч.)
7. Лукашов Денис Іванович — 425 (2009 — н.ч.)
8. Дроздов Артур Миколайович— 413 (1999 — 2012)
9. Пустовий Артем Володимирович — 406 (2013 — н.ч.)
10. Гладир Сергій Вікторович — 396 (2008 — 2018)

## Усі тренери збірної
- Заурбек Хромаєв (1992–1997)
- Владислав Пустогаров (1997–1998)
- Володимир Рижов (1998–2000)
- Геннадій Защук (2000–2005)
- Віталій Лебединцев (2006–2007)
- Валентин Берестнєв, в. о. (2007)
- Валентин Мельничук (2008–2009)
- Віталій Черній (2010)
- Майк Фрателло (2011–2015)
- Євген Мурзін (2015–2019)
- Айнарс Багатскіс (2019–2023, 2024–н.ч.)
- Степановський Віталій (2023–2024)